# بوراگاهامادیتا
بوراگاهامادیتا (به لاتین: Boragahamaditta) یک منطقهٔ مسکونی در سری‌لانکا است که در استان مرکزی (سری‌لانکا) واقع شده‌است.